# سبطانة

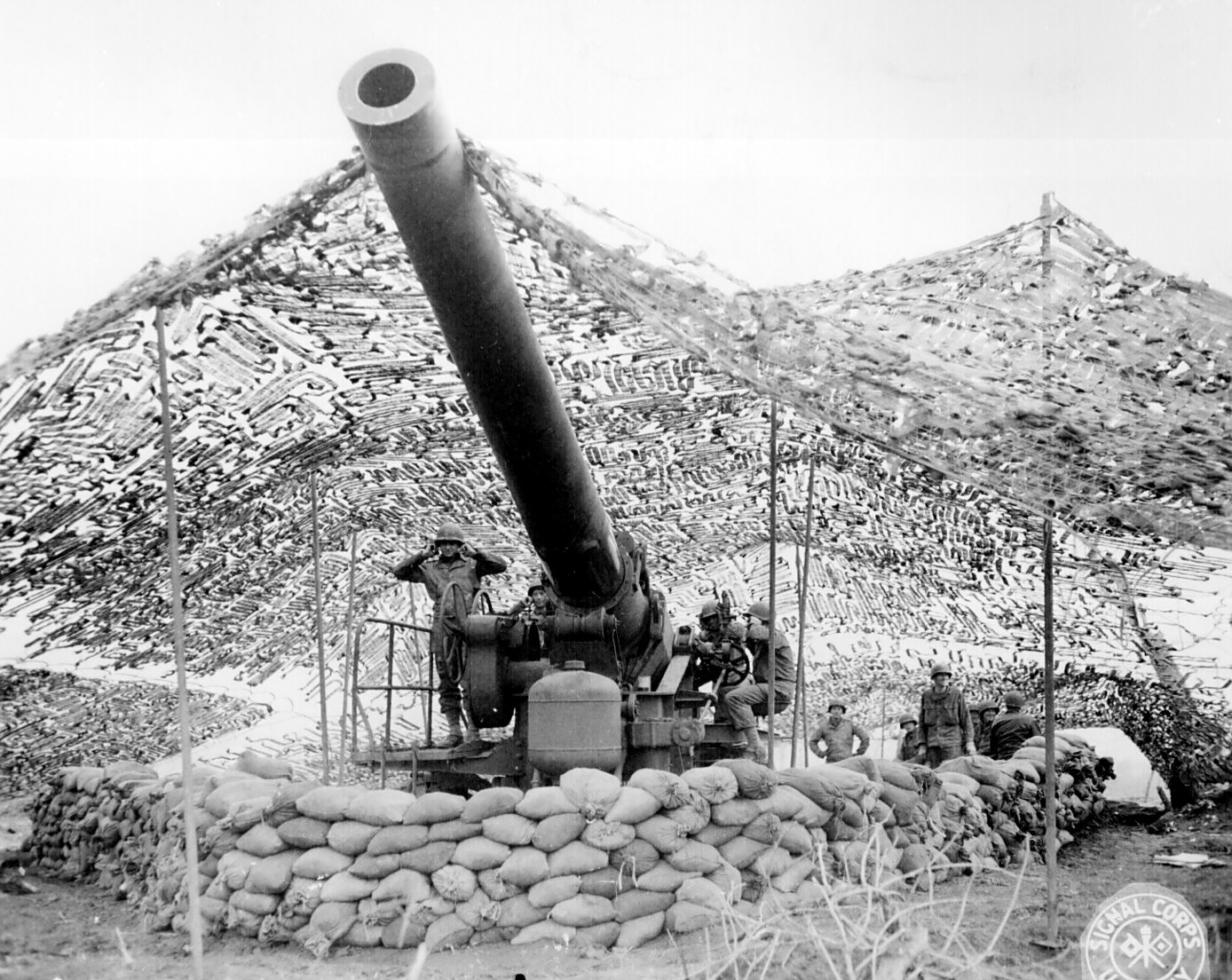
مدفع أمريكي ذو عيار 240 مم استخدم عام 1944.

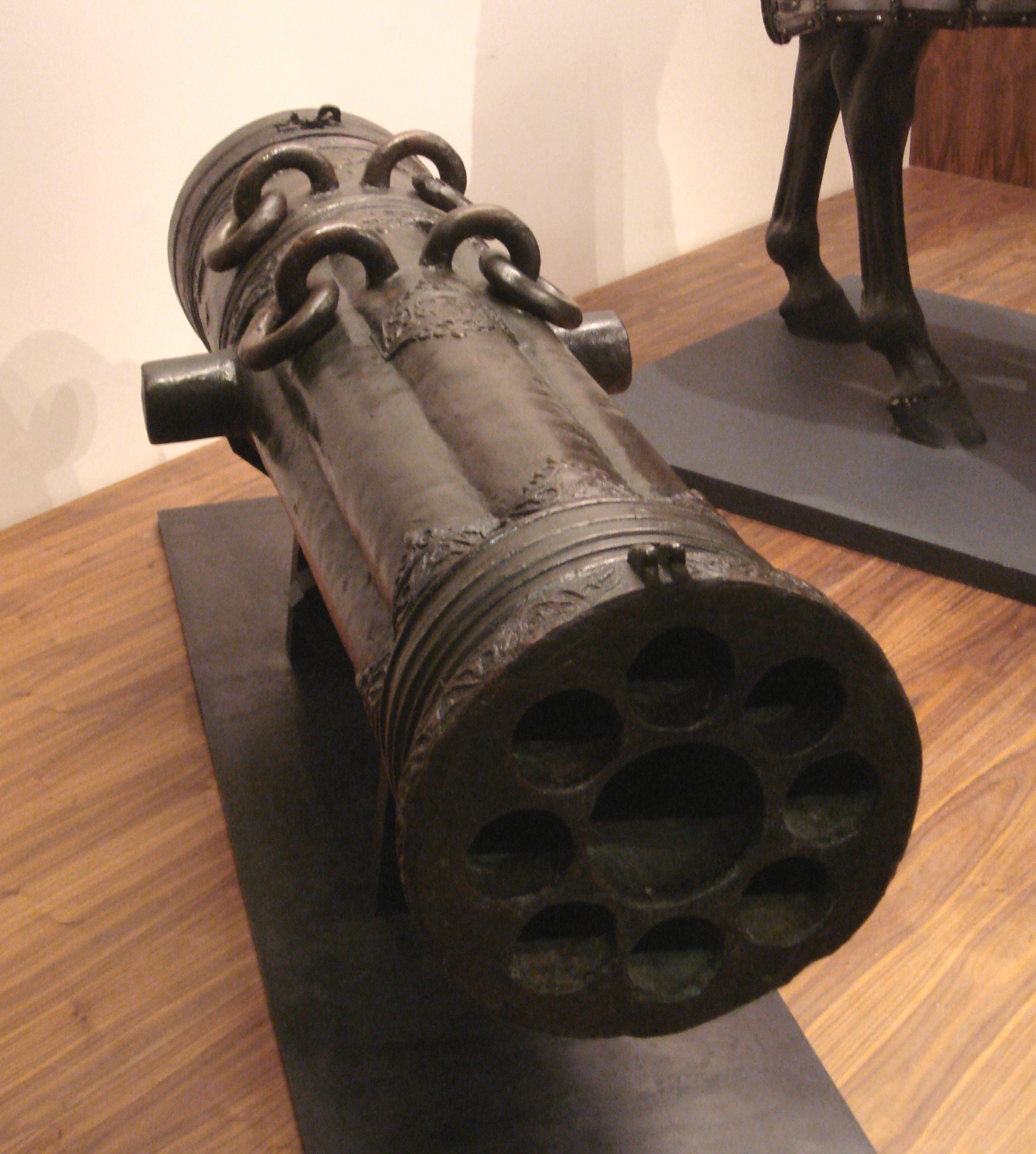
مدفع متعدد السبطانة من العهد العثماني (القرن العاشر الهجري)

السَّبَطانة هي الجزء الأنبوبي من الأسلحة النارية أو المدافع، عادة ما تكون مصنوعة من مواد فلزية، يحدث من خلالها انفجار مسيطر أو توسع سريع للغازات من أجل دفع قذيفة بسرعات عالية من الجانب الآخر. قد تكون السبطانة ملساء أو محلزنة حسب استخدام السلاح. تصنف السبطانات حسب العيار، وهو قطر السبطانة من الداخل. وكلما ازداد طول السبطانة ازداد مدى التصويب للسلاح، ولذلك مدى التصويب للبندقية أطول من مدى التصويب لسلاح قصير السبطانة كالمسدس مثلاً.

## أنواعها
للسبطانة أنواع عدة فيوجد سبطانة ملساء بدون اخاديد، والسبطانات المحلزنة والسبطانات ذات الجزئين وغيرها.

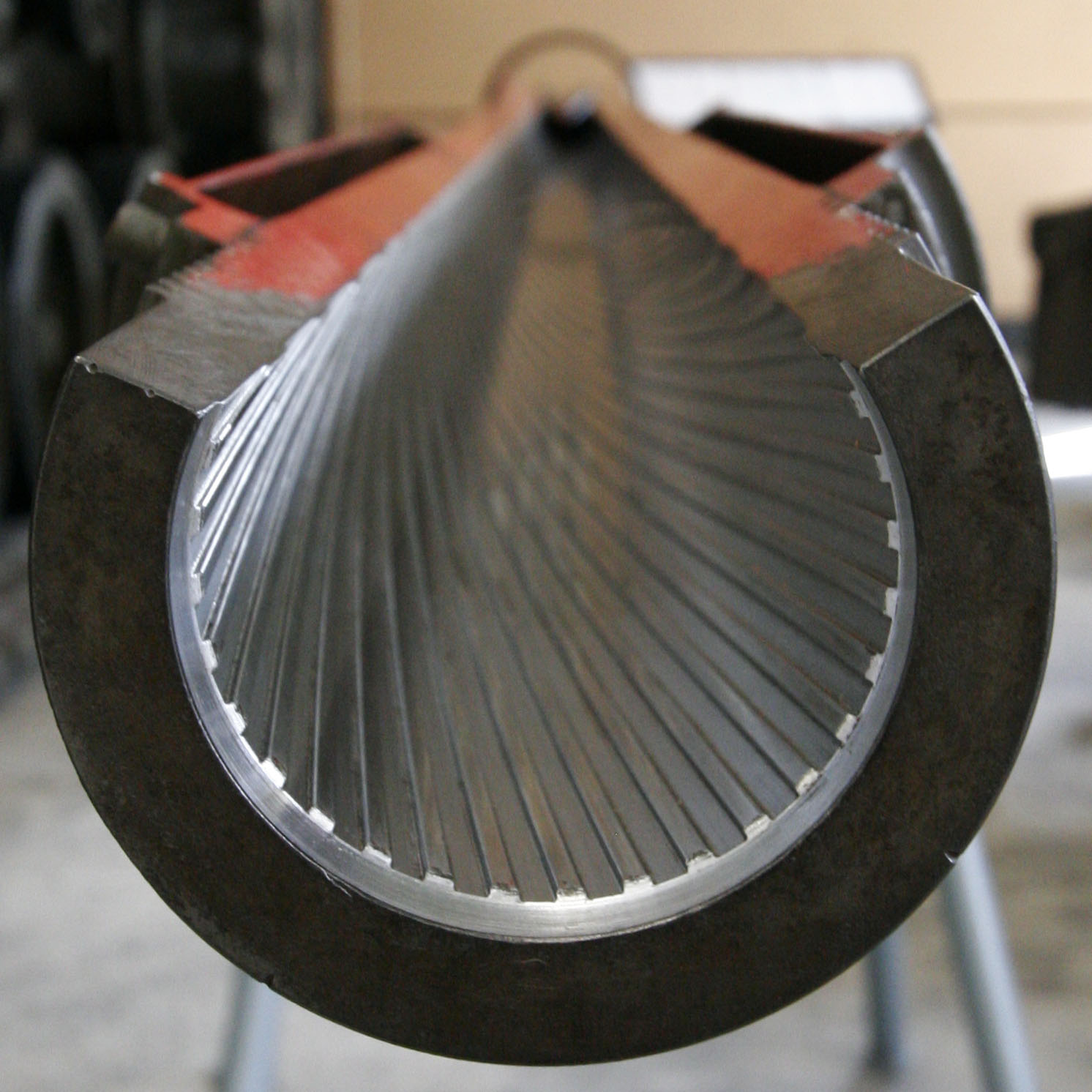
سبطانة محلزنة